# Association Sportive Saint-Raphaël Volley-Ball 2019-2020
Questa voce raccoglie le informazioni riguardanti l'Association Sportive Saint-Raphaël Volley-Ball nelle competizioni ufficiali della stagione 2019-2020.

## Organigramma societario
Area direttiva
- Presidente: Christine Girod

Area tecnica
- Allenatore: Alexis Farjaudon

## Rosa
| N° | Nome                | Ruolo | Data di nascita   | Nazionalità sportiva |
| -- | ------------------- | ----- | ----------------- | -------------------- |
| 1  | Annakya Legros      | C     | 17 maggio 1995    | Stati Uniti          |
| 3  | Megan Viggars       | P     | 31 gennaio 1994   | Regno Unito          |
| 4  | Mahé Mauriat        | P     | 23 maggio 2000    | Francia              |
| 5  | Jaalia Winters      | S     | 26 luglio 1997    | Stati Uniti          |
| 7  | Laura Miloš         | S     | 20 ottobre 1994   | Croazia              |
| 9  | Loana Berty         | S/L   | 4 settembre 1999  | Francia              |
| 10 | Jessica Niles       | L     | 14 luglio 1993    | Canada               |
| 11 | Bruna Pezelj        | S     | 15 gennaio 1999   | Francia              |
| 12 | Sarah Schmid        | C     | 14 gennaio 1994   | Stati Uniti          |
| 13 | Lara Davidović      | O     | 13 dicembre 1997  | Francia              |
| 14 | Luiza Ungerer       | L     | 14 gennaio 1988   | Brasile              |
| 15 | Marjorie Apolinario | C     | 12 settembre 1992 | Brasile              |
| 18 | Charlotte Schiro    | O     | 26 ottobre 1997   | Francia              |

## Risultati

### Coppa di Francia

#### Fase a eliminazione diretta
| Ottavi di finale - 29 ottobre 2019 Salle Roger Duhalde, Mougins | Mougins | 3 - 1 | Saint-Raphaël | 25-21, 23-25, 25-19, 25-13 |